# (17194) 1999 XA221
A (17194) 1999 XA221 a Naprendszer kisbolygóövében található aszteroida. A LINEAR projekt keretében fedezték fel 1999. december 14-én.